# Walter Schlebusch

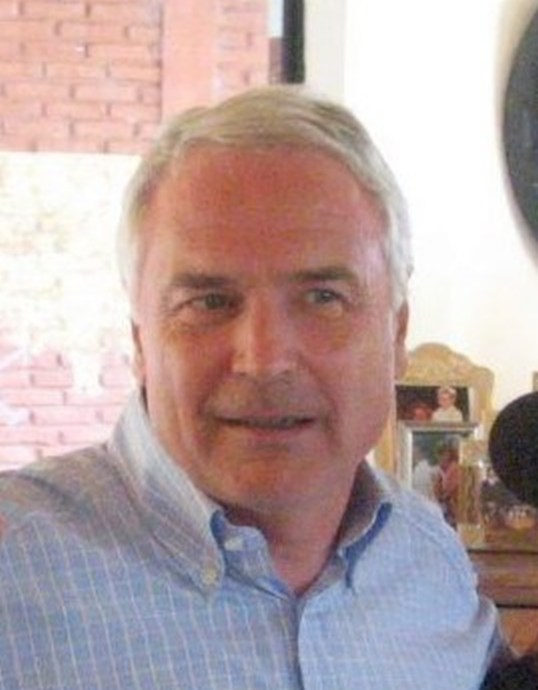
Walter Schlebusch im Mai 2010

Walter Schlebusch (* 10. Januar 1949 in Aachen) ist ein deutscher Manager.

## Leben
Schlebusch studierte von 1968 bis 1974 Maschinenbau an der Technischen Hochschule Aachen mit dem Abschluss als Diplom-Ingenieur. Nach seinem Studium blieb er an der Universität, wo er von 1975 bis 1980 als Dezernent für Presse- und Öffentlichkeitsarbeit und von 1980 bis 1981 als wissenschaftlicher Mitarbeiter am Lehrstuhl für Metallurgie der Kernbrennstoffe und Theoretische Hüttenkunde tätig war. 1981 wurde er mit dem Dissertationsthema Zum Reibungsverhalten von Stromabnehmern bei Prallvorgängen zum Dr.-Ing. promoviert.
Schlebusch ging 1981 nach Brasilien und arbeitete dort ein Jahr lang als Berater der Deutschen Gesellschaft für Technische Zusammenarbeit für die Landesregierung in Santa Catarina. Nach seiner Rückkehr wurde er von 1982 bis 1984 als Assistent des Geschäftsführers am Betriebsforschungsinstitut des Vereins Deutscher Eisenhüttenleute in Düsseldorf übernommen.  Anschließend war er bis 1990 für die Klöckner-Werke AG in Duisburg tätig Zugleich übernahm Schlebusch von 1986 bis 1988 das Amt des Geschäftsführers zunächst bei der Klöckner Kohlegas GmbH und anschließend bis 1990 bei der Klöckner Contracting Technologie GmbH. Nach dem Verkauf der KCT an die österreichische voestalpine war er von 1990 bis 1994 als Sprecher der Geschäftsführung der Deutschen Voest Alpine Industrieanlagen GmbH mit Sitz in Düsseldorf und 1995 als Geschäftsführer der Maschinenfabrik Liezen und Gießerei tätig.
Im Jahr 1995 wechselte Schlebusch zur Lurgi AG in Frankfurt am Main und wurde Vorsitzender der Geschäftsführung der Lurgi Metallurgie GmbH. Bis 1999 war er Vorstandsmitglied der Aktiengesellschaft.
Schlebusch trat am 1. Januar 2000 als Mitglied der Geschäftsführung in die Giesecke & Devrient GmbH ein und übernahm dort die Leitung des Unternehmensbereichs Banknote. Im Juli 2013 wurde er Vorsitzender der Geschäftsführung von Giesecke & Devrient (CEO). Am 1. November 2016 verließ Schlebusch das Unternehmen aus Altersgründen und wechselte in den Beirat von G&D.

## Auszeichnungen (Auswahl)
- Hochschulmedaille Aachen
- Preis der Deutsch-Malaysischen Gesellschaft